# Tiffany Boone
Tiffany Boone, född 27 augusti 1987 i Baltimore, Maryland, är en amerikansk skådespelare.
Boone har bland annat medverkat i TV-serierna Hunters, The Following och The Chi.

## Filmografi (i urval)
- 2014 – The Following (TV-serie)
- 2018–2019 – The Chi (TV-serie)
- 2020–2023 – Hunters (TV-serie)
- 2024 – The Big Cigar (TV-serie)